# Schronisko PTTK na Hali Rysianka

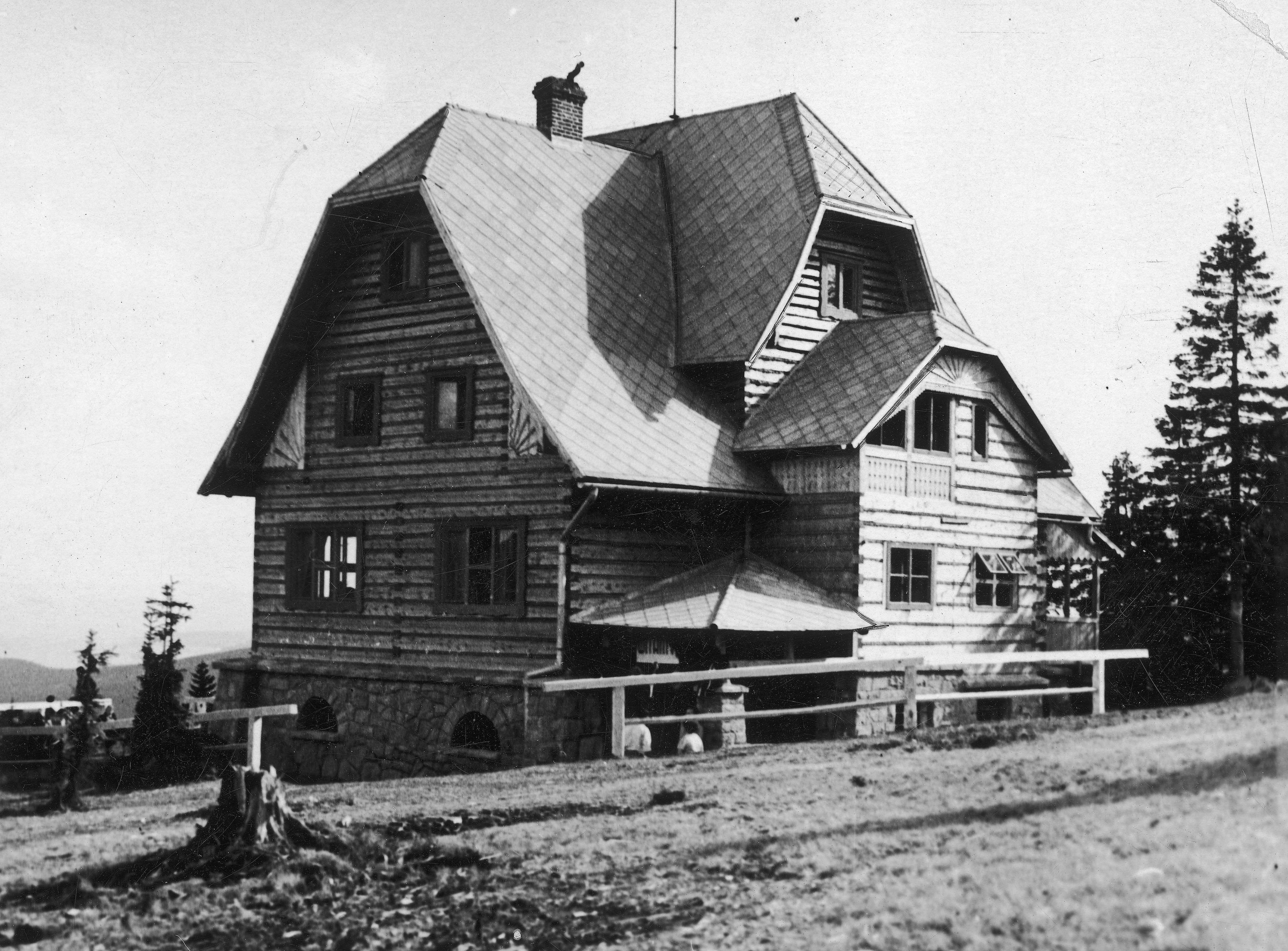
Schronisko wkrótce po uruchomieniu

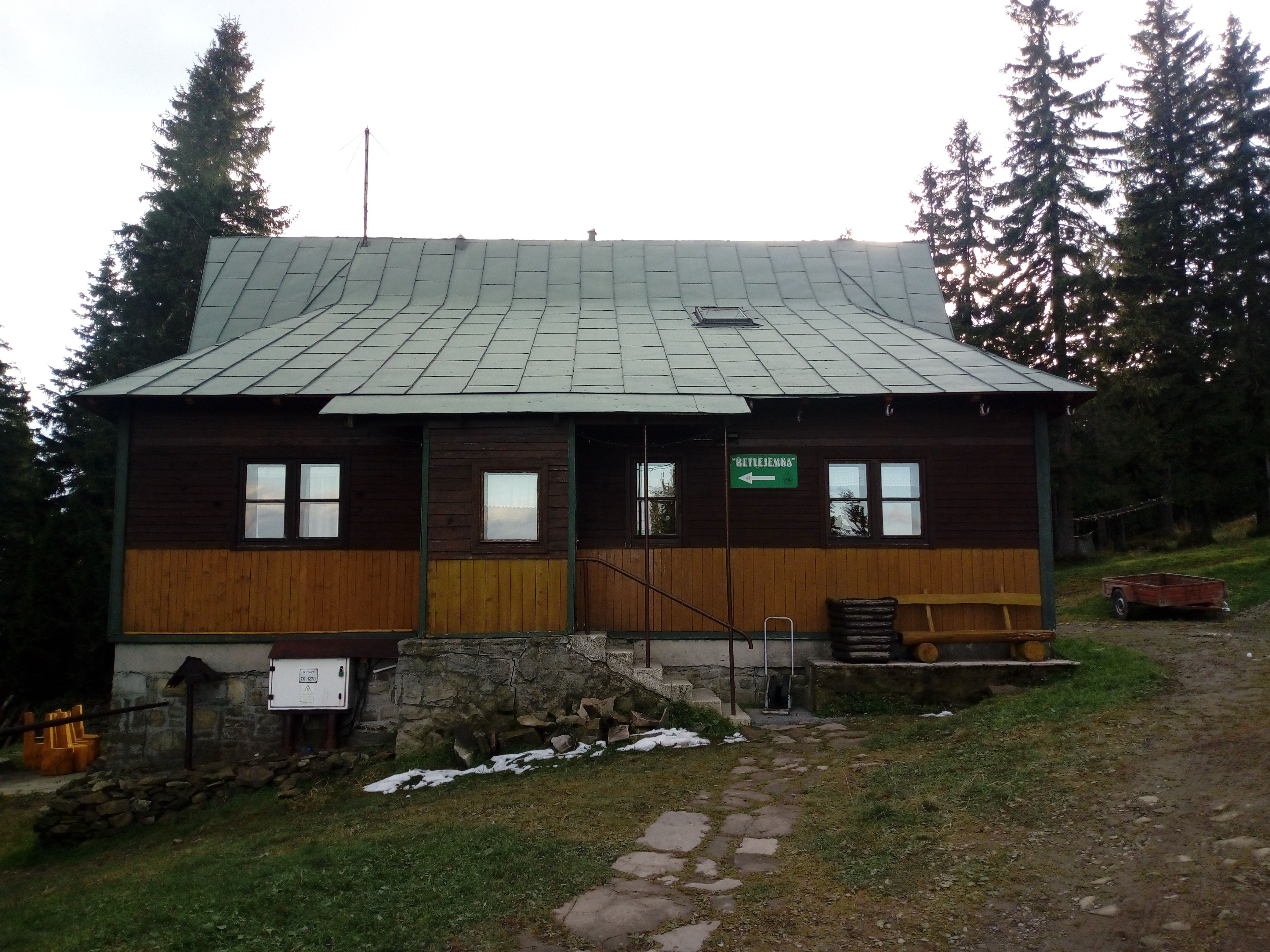
Chatka Betlejemka przy schronisku

Schronisko na Hali Rysianka – górskie schronisko turystyczne Polskiego Towarzystwa Turystyczno-Krajoznawczego w Beskidzie Żywieckim, na Hali Rysianka. Jest położone na wysokości 1290 m n.p.m.

## Historia

### Budowa
Powstanie schroniska na Rysiance wiąże się nieodłącznie z osobą Gustawa Pustelnika. W 1936 roku był on dzierżawcą schroniska na Hali Lipowskiej należącego wówczas do niemieckiej organizacji Beskidenverein (BV). Mniej więcej w tym samym czasie nabył też udział we współwłasności położonej nieopodal pasterskiej Hali Rysianka. Choć jego udział nie był związany z jej konkretnym fragmentem, niebawem Pustelnik samodzielnie wydzielił i ogrodził parcelę w górnej części hali. Następnie 18 kwietnia 1936 r. uzyskał zezwolenie administracyjne na wzniesienie obiektu gospodarczego z pięterkiem, którego budowę rozpoczął kilka tygodni później.
Stawiany w szybkim tempie budynek znacząco odbiegał jednak wyglądem od planowanego – był to trzypiętrowy dom mieszkalny na kamiennej podmurówce. W środku znajdowało się 11 izb, kotłownia, magazyn i sanitariaty. Z uwagi na to, budowa schronisk górskich była zarezerwowana dla organizacji turystycznych i następowała na podstawie przyjętych wcześniej planów zagospodarowania terenów górskich takie działanie wywołało protesty zarówno BV, Polskiego Towarzystwa Tatrzańskiego (PTT) i Polskiego Związku Narciarskiego (PZN), ale też mieszkańców okolicznych wsi, którzy skierowali przeciw Pustelnikowi pozwy do sądu. W odpowiedzi na składane skargi władze administracyjne nakazały wstrzymanie prac przy wykończeniu budynku i jego rozbiórkę.
Schronisko ocalało dzięki interwencji w żywieckim starostwie ze strony Tatrzańskiego Towarzystwa Narciarzy z siedzibą w Krakowie. TTN posiadające wpływy w PZN oraz Wydziale Turystyki Ministerstwa Komunikacji postanowiło wesprzeć Pustelnika, dzięki czemu na przełomie kwietnia i maja 1937 roku uzyskał on pozwolenie na kontynuowanie prac. W połowie maja TTN formalnie zgłosiło zamiar uruchomienia w budynku własnego schroniska zarządzanego przez Pustelnika. Poparcie dla działań TTN w liście do starosty z 23 czerwca 1937 r. wyrażał też naczelnik Wydziału Turystyki, Henryk Szatkowski. Dzięki wsparciu finansowemu TTN schronisko szybko ukończono. Choć oficjalne otwarcie w obecności licznie zgromadzonych gości odbyło się w uroczystość Zielonych Świątek 16 maja 1937 r., formalną zgodę na użytkowanie obiekt uzyskał dopiero w październiku. Funkcjonował pod nazwą pod nazwą „Schronisko Tatrzańskiego Towarzystwa Narciarzy – Lipowska”.
Ostatecznie budynek wzniesiony według projektu żywieckiego architekta Gustawa Maślanki miał wymiary 13,72 × 12,60 m i oferował 50 miejsc noclegowych na łóżkach. W przyziemiu znajdowały się: narciarnia, winiarnia, spiżarnia, magazyny i sanitariaty. Na parterze ulokowano trzy jadalnie (4 × 4 m, 4 × 4 m i 5,5 × 5 m), kuchnię, pokój gościnny i umywalnię. Na pierwszym piętrze znajdowały się cztery sypialnie i otwartą werandę.

### II wojna światowa
W przededniu II wojny światowej znajdujące się w strefie przygranicznej schronisko zostało obsadzone przez żołnierzy Korpusu Ochrony Pogranicza (batalion „Berezwecz”). Próby zatrzymania podejrzewanego o szpiegostwo na rzecz Niemiec Pustelnika nie powiodły się. Po wkroczeniu na ten teren wojsk niemieckich dotychczasowy gospodarz powrócił do schroniska z nadania okupanta. Schronisko, działające wówczas pod nazwą „Lipowska-Baude” lub „Privat-Baude Lipowska” przywrócono dla ruchu turystycznego, urządzano w nim także imprezy dla kadry oficerskiej Wehrmachtu oraz turnusy wypoczynkowe dla niemieckich żołnierzy urlopowanych z frontu. Wysoka frekwencja w schronisku skłoniła Pustelnika do rozbudowy – obok głównego budynku wzniesiono obiekt zapasowy. W tym czasie schroniskiem faktycznie zarządzał brat Gustawa – Robert, później wraz z żoną.
W lipcu i sierpniu 1943 roku oddziały partyzanckie Armii Krajowej dokonały dwóch udanych ataków na schronisko, w czasie których wykradziono żywność, naczynia kuchenne, koce, ubrania i znalezioną broń. Po tych zdarzeniach budynek został umocniony i obsadzony przez niemieckie wojsko. Wybudowano okopy oraz zainstalowano punkt nasłuchu radiowego Wehrmachtu. Stan taki utrzymywał się do jesieni 1944 roku, kiedy to zdecydowano o porzuceniu obiektu. Opuszczone schronisko niszczało, z rzadka będąc wykorzystywane jako kryjówka oddziałów partyzanckich.

### Okres powojenny
Choć sama konstrukcja budynku nie doznała w czasie wojny większych uszkodzeń, znacznie zniszczenia odnotowano wewnątrz głównego obiektu. Po wycofaniu się oddziałów niemieckich został on pozbawiony okien, drzwi i wszystkich mebli oraz przynajmniej częściowo zdemolowany. Pozostałe budynki nadawały się jedynie do rozbiórki. Schronisko w zarząd objął Oddział Żywiecki PTT, który oficjalnego otwarcia dokonał 25 maja 1947 r., choć jeszcze przez dłuższy czas kontynuowano prace remontowe. Początkowo obiekt zarządzany był wspólnie z dawnym schroniskiem BV na Lipowskiej – pierwszym gospodarzem został Alfred Lastawica. Formalne przekazanie obiektu przez Powiatową Radę Narodową w Żywcu Polskiemu Towarzystwu Turystyczno-Krajoznawczemu (jako spadkobiercy PTT) nastąpiło 25 stycznia 1955.
W latach 1960–1970 przeprowadzono znaczną modernizację obiektu. W pierwszej kolejności wykonano nowe ujęcie wody, urządzono kuchnię i kotłownię w piwnicy, później wybudowano oczyszczalnię ścieków, uruchomiono centralne ogrzewanie, wykonano instalację elektryczną, a ostatecznie wyremontowano dach, wymieniono jego pokrycie (wymiana eternitu na blachę) oraz ocieplono ściany budynku. Wyremontowano też budynek gospodarczy, w którym umieszczono dodatkowe pomieszczenia noclegowe i dyżurkę GOPR. W latach 80. schronisko powiększono od strony zachodniej.

## Warunki pobytu
Schronisko posiada 50 miejsc noclegowych w pokojach od 2- do 10-osobowych. Na miejscu znajduje się bufet turystyczny oraz kuchnia oferująca turystom pełne wyżywienie. W pobliżu znajduje się działające latem pole namiotowe. Zimą przy schronisku działa wypożyczalnia sprzętu narciarskiego.

## Szlaki turystyczne
- – z Sopotni Wielkiej Kolonii – ↑ 2.15 godz. (↓ 1.40 godz.),
- – z Sopotni Małej przez Romankę – ↑ 3.25 godz. (↓ 3.15 godz.),
- – z Żabnicy Skałki – ↑ 2.25 godz. (↓ 1.30 godz.),
- – z Hali Boraczej przez Halę Lipowską – ↑ 2 godz. (↓ 1.30 godz.),
- – ze Złatnej – ↑ 3.40 godz. (↓ 2.25 godz.),
- – ze Złatnej Huty – ↑ 2 godz. (↓ 1 godz.),
- – z Trzech Kopców – ↓ 0.45 godz. (↑ 0.45 godz.)[18]